# Anaea genini
Anaea genini is een vlinder uit de familie van de Nymphalidae. De wetenschappelijke naam van de soort is voor het eerst geldig gepubliceerd in 1922 door Ferdinand Le Cerf.